# Roger Eskeland
Roger Jansson Eskeland (Stavanger, 11 novembre 1977) è un ex calciatore norvegese, di ruolo portiere.

## Carriera

### Club
Eskeland giocò per il Bryne dal 1994 al 2010, anno in cui si ritirò per dei problemi fisici. Rimase comunque in squadra, con il nuovo ruolo di allenatore dei portieri.

### Nazionale
Eskeland giocò 5 partite per la Norvegia under 21. Esordì il 2 febbraio 1996, nel pareggio per 4-4 contro gli Stati Uniti under 21.